# Tour de l'Avenir de 2016
A 53.ª edição do Tour de l'Avenir (nome oficial em francês: Tour de l'Avenir) foi uma carreira de ciclismo de estrada por etapas que se celebrou entre 20 e 27 de agosto de 2016 na França com início na cidade de Le Puy-en-Velay e final em Saint-Sorlin-d'Arves sobre um percurso total de 896,7 quilómetros.
A carreira fez parte do UCI Europe Tour de 2016, dentro da categoria UCI 2.ncup (Copa das Nações UCI sub-23 limitada a corredores menores de 23 anos).
A carreira foi vencida pelo ciclista David Gaudu da selecção nacional sub-23 da França. O pódio completaram-no o ciclista Edward Ravasi da selecção nacional sub-23 da Itália e o ciclista Adrien Costa da selecção nacional sub-23 dos Estados Unidos.

## Equipas participantes
| Equipes nacionais (23)- Grã-Bretanha U23 - Austrália U23 - Colômbia U23 - Dinamarca U23 - Espanha U23 - França U23 - Alemanha U23 - Itália U23 - Países Baixos U23 - Noruega U23 - Rússia U23 - Eslovénia U23 - Estados Unidos U23 - Suíça U23 - Polónia U23 - Luxemburgo U23 - Japão U23 - Chéquia U23 - Bélgica U23 - Áustria U23 - África do Sul U23 - Cazaquistão U23 - Marrocos U23 Unknown team category- Mixed men's U23 UCI |
| |

## Percorrido
O Tour de l'Avenir dispôs de 8 etapas para um percurso total de 896,7 quilómetros com início na cidade de Le Puy-en-Velay e final em Saint-Sorlin-d'Arves, compreendendo 1 contrarrelógio individual, 3 etapas de montanha, 1 etapa em media montanha e 3 etapas planas.
| Etapa | Data    | Percurso                                         | type                      | Distância (km) | Vencedor                | Líder geral             |
| ----- | ------- | ------------------------------------------------ | ------------------------- | -------------- | ----------------------- | ----------------------- |
| 1     | 20 ago. | Le Puy-en-Velay – Veauche                        | etapa plana               | 137,7          | Vincenzo Albanese       | Vincenzo Albanese       |
| 2     | 21 ago. | Montrond-les-Bains – Trévoux                     | etapa plana               | 156,6          | Amund Grøndahl Jansen   | Amund Grøndahl Jansen   |
| 3     | 22 ago. | Bourg-en-Bresse – Autun                          | etapa escarpada           | 171,4          | Kristoffer Halvorsen    | Amund Grøndahl Jansen   |
| 4     | 23 ago. | Lugny – Lugny                                    | contrarrelógio individual | 16,5           | Adrien Costa            | Amund Grøndahl Jansen   |
| 5     | 24 ago. | Scionzier – Les Carroz d'Arâches                 | média montanha            | 97,8           | Jhon Anderson Rodríguez | Nico Denz               |
| 6     | 25 ago. | Saint-Gervais-les-Bains – Tignes                 | alta montanha             | 123,6          | David Gaudu             | Jhon Anderson Rodríguez |
| 7     | 26 ago. | Vale de Isère – Valmeinier                       | alta montanha             | 121,1          | Nick Schultz            | David Gaudu             |
| 8     | 27 ago. | Saint-Michel-de-Maurienne – Saint-Sorlin-d'Arves | alta montanha             | 72             | Neilson Powless         | David Gaudu             |

## Classificações finais
As classificações finalizaram da seguinte forma:

### Classificação geral
| \| Classificação geral \| Classificação geral \| Classificação geral \| Classificação geral \| Classificação geral \| \| Ciclista \| Ciclista \| Equipe \| Tempo \| \| \| ------------------- \| ------------------- \| ------------------- \| ------------------- \| ------------------- \| \| 1. \| David Gaudu \| França U23 \| 23h31m51s \| \| \| 2. \| Edward Ravasi \| Itália U23 \| + 24s \| \| \| 3. \| Adrien Costa \| Estados Unidos U23 \| + 1m23s \| \| \| 4. \| Egan Bernal \| Colômbia U23 \| + 2m46s \| \| \| 5. \| Jai Hindley \| Austrália U23 \| + 3m09s \| \| \| 6. \| Tao Geoghegan Hart \| Grã-Bretanha U23 \| + 4m16s \| \| \| 7. \| Michael Storer \| Austrália U23 \| + 4m50s \| \| \| 8. \| Michal Schlegel \| Chéquia U23 \| + 5m15s \| \| \| 9. \| Harm Vanhoucke \| Bélgica U23 \| + 6m39s \| \| \| 10. \| Cristián Rodríguez \| Espanha U23 \| + 8m34s \| \| \| 11. \| Pavel Sivakov \| Rússia U23 \| + 9m51s \| \| \| 12. \| Artem Nych \| Rússia U23 \| + 10m24s \| \| \| 13. \| Matteo Fabbro \| Itália U23 \| + 10m51s \| \| \| 14. \| Antwan Tolhoek \| Países Baixos U23 \| + 13m29s \| \| \| 15. \| Markus Freiberger \| Áustria U23 \| + 16m09s \| \| |                    |                    |           |
| |                    |                    |           |
| Fonte: ProCyclingStats |                    |                    |           |
| Classificação geral |                    |                    |           |
| Ciclista | Ciclista           | Equipe             | Tempo     |
| 1. | David Gaudu        | França U23         | 23h31m51s |
| 2. | Edward Ravasi      | Itália U23         | + 24s     |
| 3. | Adrien Costa       | Estados Unidos U23 | + 1m23s   |
| 4. | Egan Bernal        | Colômbia U23       | + 2m46s   |
| 5. | Jai Hindley        | Austrália U23      | + 3m09s   |
| 6. | Tao Geoghegan Hart | Grã-Bretanha U23   | + 4m16s   |
| 7. | Michael Storer     | Austrália U23      | + 4m50s   |
| 8. | Michal Schlegel    | Chéquia U23        | + 5m15s   |
| 9. | Harm Vanhoucke     | Bélgica U23        | + 6m39s   |
| 10. | Cristián Rodríguez | Espanha U23        | + 8m34s   |
| 11. | Pavel Sivakov      | Rússia U23         | + 9m51s   |
| 12. | Artem Nych         | Rússia U23         | + 10m24s  |
| 13. | Matteo Fabbro      | Itália U23         | + 10m51s  |
| 14. | Antwan Tolhoek     | Países Baixos U23  | + 13m29s  |
| 15. | Markus Freiberger  | Áustria U23        | + 16m09s  |

### Classificação por pontos
| Classificação por pontos | Classificação por pontos  | Classificação por pontos | Classificação por pontos | Classificação por pontos |
| Ciclista                 | Ciclista                  | Equipe                   | Pontos                   |                          |
| ------------------------ | ------------------------- | ------------------------ | ------------------------ | ------------------------ |
| 1.                       | Vincenzo Albanese         | Itália U23               | 69 pts                   |                          |
| 2.                       | Amund Grøndahl Jansen     | Noruega U23              | 69 pts                   |                          |
| 3.                       | Jonathan Dibben           | Grã-Bretanha U23         | 46 pts                   |                          |
| 4.                       | David Gaudu               | França U23               | 38 pts                   |                          |
| 5.                       | Nico Denz                 | Alemanha U23             | 38 pts                   |                          |
| 6.                       | Iván García Cortina       | Espanha U23              | 38 pts                   |                          |
| 7.                       | Michael Carbel Svendgaard | Dinamarca U23            | 33 pts                   |                          |
| 8.                       | Tao Geoghegan Hart        | Grã-Bretanha U23         | 27 pts                   |                          |
| 9.                       | Joris Nieuwenhuis         | Países Baixos U23        | 26 pts                   |                          |
| 10.                      | Gašper Katrašnik          | Eslovénia U23            | 26 pts                   |                          |

### Classificação da montanha
| Classificação da montanha | Classificação da montanha | Classificação da montanha | Classificação da montanha | Classificação da montanha |
| Ciclista                  | Ciclista                  | Equipe                    | Pontos                    |                           |
| ------------------------- | ------------------------- | ------------------------- | ------------------------- | ------------------------- |
| 1.                        | Lucas Hamilton            | Austrália U23             | 49 pts                    |                           |
| 2.                        | Jhon Anderson Rodríguez   | Colômbia U23              | 45 pts                    |                           |
| 3.                        | Miguel Flórez López       | Colômbia U23              | 44 pts                    |                           |
| 4.                        | David Gaudu               | França U23                | 43 pts                    |                           |
| 5.                        | Egan Bernal               | Colômbia U23              | 35 pts                    |                           |
| 6.                        | Edward Ravasi             | Itália U23                | 33 pts                    |                           |
| 7.                        | Nick Schultz              | Austrália U23             | 32 pts                    |                           |
| 8.                        | Neilson Powless           | Estados Unidos U23        | 31 pts                    |                           |
| 9.                        | Daniel Felipe Martínez    | Colômbia U23              | 28 pts                    |                           |
| 10.                       | Adrien Costa              | Estados Unidos U23        | 26 pts                    |                           |

### Classificação por equipas
| Classificação por equipes | Classificação por equipes | Classificação por equipes | Classificação por equipes |
| Equipe                    | Equipe                    | Tempo                     |                           |
| ------------------------- | ------------------------- | ------------------------- | ------------------------- |
| 1.                        | Austrália U23             | 70h43m16s                 |                           |
| 2.                        | França U23                | + 25m21s                  |                           |
| 3.                        | Colômbia U23              | + 31m23s                  |                           |
| 4.                        | Rússia U23                | + 32m07s                  |                           |
| 5.                        | Itália U23                | + 59m58s                  |                           |
| 6.                        | Estados Unidos U23        | + 1h02m42s                |                           |
| 7.                        | Espanha U23               | + 1h03m49s                |                           |
| 8.                        | Países Baixos U23         | + 1h34m00s                |                           |
| 9.                        | Alemanha U23              | + 1h38m39s                |                           |
| 10.                       | Bélgica U23               | + 1h41m49s                |                           |

## Evolução das classificações
| Etapa                 | Vencedor                | Classificação geral Maillot jaune | Classificação por pontos Maillot vert | Classificação da montanha Maillot à pois rouges | Classificação por equipas Classement par équipe |
| --------------------- | ----------------------- | --------------------------------- | ------------------------------------- | ----------------------------------------------- | ----------------------------------------------- |
| 1.ª                   | Vincenzo Albanese       | Vincenzo Albanese                 | Vincenzo Albanese                     | Vincenzo Albanese                               | Itália sub-23                                   |
| 2.ª                   | Amund Grøndahl Jansen   | Amund Grøndahl Jansen             | Amund Grøndahl Jansen                 | Vincenzo Albanese                               | Noruega sub-23                                  |
| 3.ª                   | Kristoffer Halvorsen    | Amund Grøndahl Jansen             | Amund Grøndahl Jansen                 | David Per                                       | Noruega sub-23                                  |
| 4.ª                   | Adrien Costa            | Amund Grøndahl Jansen             | Amund Grøndahl Jansen                 | David Per                                       | Alemanha sub-23                                 |
| 5.ª                   | Jhon Anderson Rodríguez | Nico Denz                         | Amund Grøndahl Jansen                 | John Anderson Rodríguez                         | Alemanha sub-23                                 |
| 6.ª                   | David Gaudu             | Jhon Anderson Rodríguez           | Amund Grøndahl Jansen                 | John Anderson Rodríguez                         | Austrália sub-23                                |
| 7.ª                   | Nick Schultz            | David Gaudu                       | Vincenzo Albanese                     | John Anderson Rodríguez                         | Austrália sub-23                                |
| 8.ª                   | Neilson Powless         | David Gaudu                       | Vincenzo Albanese                     | Lucas Hamilton                                  | Austrália sub-23                                |
| Classificações finais | Classificações finais   | David Gaudu                       | Vincenzo Albanese                     | Lucas Hamilton                                  | Austrália sub-23                                |